# Ferdinand Zwenger
Valentinus Ferdinandus Amandus Victor Zwenger (Rufname Ferdinand) (* 18. Oktober 1824 in Fulda; † 6. April 1894 ebenda) war Bibliothekar sowie Gründer und Herausgeber des Fuldaer Anzeigers, der Buchonia und der Zeitschrift Hessenlandes.

## Leben
Ferdinand Zwenger wurde als jüngster von drei Söhnen des Leiters des Wilhelmshospitals zu Fulda, Medizinalrat Dr. Damian Zwenger (1780–1837) und dessen zweiter Ehefrau Maria Anna Zwenger, geborene Oswald, (1788–1865) in Fulda geboren. Einer seiner Brüder war Constantin Zwenger. Nach dem Abschluss des Gymnasiums in seiner Heimatstadt studierte er an der Universität Marburg und der Universität Heidelberg Rechtswissenschaften. In Marburg trat er den Corps Hassia und Rhenania bei. In Heidelberg schloss er sich dem Corps Saxo-Borussia Heidelberg an. 1849 kehrte er nach Hause zurück. Hier beschäftigte er sich mit neuer deutscher und französischer Literatur. Insbesondere legte er damals den Grund zu seiner Bekanntschaft mit der Geschichte seines Heimatlandes. Auch seine freundschaftlichen Beziehungen zu den hervorragenden Dichtern Franz Dingelstedt und Julius Rodenberg rühren aus dieser Zeit.
1868 gründete Ferdinand Zwenger in Fulda die erste politische Tageszeitung, den „Fuldaer Anzeiger“, ab 1875 „Hessischer  Beobachter“ genannt. 1875 legte er die Leitung des Blattes nieder, das er später nicht ohne Verlust verkaufte.

„Als Gründer und Herausgeber des Blattes habe ich oft erfahren müssen, dass das Leben eines Redakteurs nicht auf Rosen gebettet ist. Widerwärtigkeiten und Chikanen aller Art sind mir nicht erspart geblieben, aber den Muth habe ich nie verloren.  ......Dank endlich denjenigen die nicht wählerisch in ihren Mitteln, dem Blatt ihre absonderlich fromme Fürsorge widmeten, sie haben mich gelehrt, der christlichen Tugenden eingedenk zu sein. Auch diesen allen meinen Dank! Denn Brutus ist ein ehrenwerther Mann, sie sind alle,alle ehrenwerth.“

Vier Jahre später, 1880, trat Ferdinand Zwenger wiederum literarisch an die Öffentlichkeit. Er gründete die Zeitschrift „Buchonia“, eine Wochenschrift für Politik, Literatur und vaterländische Geschichte. Hier veröffentlichte er Aufsätze zur Geschichte, namentlich der alten Fuldaer Diözese und Hessens. Viele der heutigen Veröffentlichungen berufen sich auf Ferdinand Zwenger. Nach finanziellen Verlusten auch bei dieser Zeitschrift verließ er Fulda. Am 16. November 1882 übernahm er die Leitung der „Kasseler Zeitung“.
Bevor Ferdinand Zwenger 1887 seine Tätigkeit bei der Kasseler Zeitung und damit auch die Beschäftigung mit der politischen Tagespresse beendete, versammelte er 1886 im Kasseler „Cafe´Verzett“ eine Reihe führender Männer auf dem Gebiete der Geschichte und Literatur um sich, um über die Gründung einer Zeitschrift zu beraten, die sich der Pflege der Geschichte und Literatur widmete. Im Ergebnis wurde bald darauf die Zeitung „Hessenland“ gegründet. Diese populärwissenschaftliche und unpolitische Zeitschrift wurde auch nach seinem Tod bis in die 1940er Jahre verlegt.

Am Ende seines Lebens kehrte Ferdinand Zwenger wieder in seine Heimatstadt Fulda zurück. 1890 wurde er Bibliothekar an der Landesbibliothek Fulda und übernahm am 1. Januar 1894 deren Leitung. Wenige Monate später verstarb er am 6. April 1894 an einer Lungenentzündung. In einem redaktionellen Beitrag der Fuldaer Zeitung anlässlich seines Todes heißt es: 

„Ferdinand Ferdinand Zwenger war ein Mann der Versöhnlichkeit. Wie es solchen Männern zu gehen pflegt, solange er lebt, hat er wenig äußere Erfolge. Nachdem er aber tot war, neigte man sich in allen Lagern, bei allen Konfessionen und Parteien erfurchtsvoll vor dem glühenden Heimatfreund. Man bescheinigte ihm, dass er ein Ehrenmann im besten Sinne gewesen sei. Seine Widersacher räumten ein, dass er ein exakter Forscher, ein großer Förderer aller belletristischen und historischen Bestrebungen seiner Zeit war.“